# イ・バン
イ・バン（ベトナム語：Y Ban、漢字：伊斑；1961年 - ）は、ベトナムの作家、ジャーナリスト。

## 来歴
ナムディン省に生まれる。1982年、ハノイ総合大学生物学科を卒業し、1989年から1992年にかけてグエン・ズー作家学校で創作法を学ぶ。『オウコーに送る手紙』で、雑誌「軍隊文芸」賞を受賞し、本格的に創作活動を始める。以後は雑誌記者をつとめながら、短編小説を中心に発表している。日本語に翻訳された『村娘ティー』は、中年男と貧しい農家の娘の恋愛を描いた。

## 主な著作
日本語訳
- 加藤栄 訳「村娘ティー」『ベトナム現代短編集』 2巻、大同生命国際文化基金〈アジアの現代文芸 Vietnam 3〉、2005年8月。 NCID BN13494215。全国書誌番号:20877880。